# Переа
Переа (грч. Περαία) је насељено место у општини Воден у периферији Средишња Македонија, Грчка. Према попису из 2021. године било је 309 становника.
Према бугарском географу и историчару, Василу Канчову, у Переи је 1900. године живело  1.500 Турака. Године 1924. турско становништво је принудно исељено у Турску а на њихово место су насељене грчке избеглице из Турске. На попису из 1928. године Переа је имала 986 становника. Село се раније звало Кочана.